# Just a Little More Love
Skivan Just a Little More Love är David Guettas första musikalbum, som släpptes 2002.

## Låtlista
1. "Just a Little More Love" - 3:20
2. "Love Don't Let Me Go" - 3:37
3. "Give Me Something (Deep In My Heart) (Vocal Edit)" - 5:44
4. "You (Remix Edit)" - 3:24
5. "Can't U Feel The Change" - 4:54
6. "It's Alright (Preaching Paris) - 3:50
7. "People Come People Go" - 3:20
8. "Sexy 17" - 3:28
9. "Atomic Food" - 3:10
10. "133" - 3:41
11. "Distortion" - 3:11
12. "You Are The Music" - 5:58
13. "Lately" - 1:41